# My Name Is Joe (album)
My Name Is Joe è il terzo album in studio del cantante statunitense Joe, pubblicato il 18 aprile 2000 dalla Jive Records.

## Tracce
1. Intro My Name Is Joe – 0:46 (Joseph Thomas, Joshua P. Thompson, Quincy Patrick)
2. Somebody Gotta Be on Top – 4:11 (Joseph Thomas, Joshua P. Thompson, Calvin Gaines, Ricky Slaughter)
3. Stutter – 3:52 (Roy "Royalty" Hamilton, Ernest E. Dixon)
4. Table for Two – 5:29 (Joseph Thomas, Joylon Skinner, Allen Gordon)
5. I Wanna Know – 4:56 (Joseph Thomas, Joylon Skinner, Michele Williams)
6. Treat Her Like a Lady – 4:17 (Steve "Stone" Huff, Isaac Hayes)
7. Get Crunk Tonight – 4:17 (Kandi Burruss, Bernard Edwards Jr., Jason Weaver)
8. 5 6 3 Joe – 4:05 (Joseph Thomas, Joshua P. Thompson)
9. Peep Show – 4:26 (Joseph Thomas, Joylon Skinner, Allen Gordon)
10. One Life Stand – 4:39 (Joseph Thomas, Joshua P. Thompson, David Conley)
11. Black Hawk – 4:13 (Joseph Thomas, Joylon Skinner, Jon-John Robinson)
12. I Believe in You (feat. *NSYNC) – 4:57 (Joseph Thomas, Joylon Skinner, Allen Gordon)
13. So Beautiful – 4:26 (Joseph Thomas, Tim Kelley, Bob Robinson)
14. Thank God I Found You (feat. Mariah Carey & Nas) (Make It Last Remix) – 4:11 (Mariah Carey, James Harris III, Terry Lewis, Teddy Riley, Keith Sweat)

Tracce aggiunte nella versione europea
1. Soon as I Get Paid – 3:13 (Joseph Thomas, Joshua P. Thompson, Allen Gordon)
2. No One Else Come Close – 3:51 (Joseph Thomas, Tim Kelley, B. Robinson)
3. No One Else Comes Close – 3:51 (Joseph Thomas, Gary Baker, Wayne Perry)

Traccia aggiunta nella versione inglese
1. Stutter (feat. Mystikal) (Double Take Remix) – 3:33 (Roy "Royalty" Hamilton, Ernest E. Dixon, Trevant Hardson, Emandu Wilcox, Romye Robinson, Derrick Stewart, Steve Boone, John Sebastian, Mark Sebastian)

## Successo commerciale
My Name Is Joe ha esordito al 2º posto della Billboard 200 con 286 000 copie vendute, segnando il suo primo ingresso nella top 10 della classifica statunitense, dove é certificato triplo disco di platino.

## Classifiche

### Classifiche settimanali
| Classifiche (2000) | Posizione massima |
| ------------------ | ----------------- |
| Australia          | 43                |
| Canada             | 13                |
| Francia            | 21                |
| Germania           | 58                |
| Paesi Bassi        | 7                 |
| Regno Unito        | 46                |
| Stati Uniti        | 2                 |
| Svezia             | 58                |

### Classifiche di fine anno
| Classifica (2000) | Posizione |
| ----------------- | --------- |
| Paesi Bassi       | 68        |
| Stati Uniti       | 35        |